# The Soup Dragons
I The Soup Dragons sono stati un gruppo musicale alternative rock scozzese attivo dal 1985 al 1995.
Hanno avuto successo in campo internazionale col singolo I'm Free (1990).

## Formazione
- Sean Dickson - voce, chitarra
- Jim McCulloch - chitarra, voce
- Ian Whiteball / Sushil K. Dade - basso
- Ross A. Sinclair / Paul Quinn - batteria

## Discografia
Album
- 1987 - Hang Ten!
- 1988 - This Is Our Art
- 1990 - Lovegod
- 1992 - Hotwired
- 1994 - Hydrophonic